# Edward Zawidowski
Edward Zawidowski – polski kierowca rajdowy i wyścigowy.
Urodzony w Starzyskie pod Lwowem, czołowy polski zawodnik okresu międzywojennego. Zajął Austro-Daimlerem trzecie miejsce w mającym długość 3146 km Rajdzie Polski w 1929 roku. 25 sierpnia tego samego roku wygrał wyścig Stryj-Lwów. Z 18 punktami zajął trzecie miejsce w klasyfikacji Mistrzostw Polski w 1929 roku. Zapowiedział start w Grand Prix Lwowa 1930, ale w Grand Prix nie wziął udziału. W 1931 pożyczył na Grand Prix Lwowa Janowi Ripperowi Bugatti T43. Został zgłoszony do Grand Prix Lwowa 1933 na Bugatti T35B, ale nie wystartował w wyścigu z powodu grypy.